# 英格利斯 (佛罗里达州)
英格利斯（英語：Inglis），是美国佛罗里达州李維縣下属的一座城镇。建立于1956年。面积约为9.5平方公里（约合3.7平方英里）。根据2010年美国人口普查，该市有人口1,661人。论人口在本州排行第302。